# Theodore L. Brown
Theodore Lawrence Brown (nascido em 15 de outubro de 1928) é um cientista americano conhecido pela pesquisa, ensino e escrita no campo da química inorgânica física, um administrador universitário e um filósofo da ciência. Além de suas publicações de pesquisa, Brown escreveu livros didáticos sobre química geral e divulgação científica que foram publicados em vários idiomas e usados em vários países. Ele é professor emérito da Universidade de Illinois em Urbana-Champaign, onde também ocupou os cargos administrativos de vice-reitor de pesquisa e reitor do Graduate College (1980–1986). Ele é o Diretor Emérito Fundador do Beckman Institute for Advanced Science and Technology.

## Carreira
Theodore L. Brown nasceu em 15 de outubro de 1928, em Green Bay, Wisconsin, filho de Lawrence A. Brown e Martha E. (Kedinger) Brown. Ele ganhou um Bacharel em Ciências em Química no Instituto de Tecnologia de Illinois em 1950. De 1950 a 1953, ele serviu na Marinha dos Estados Unidos. Em 6 de janeiro de 1951, ele se casou com Audrey Catherine Brockman.
Brown então frequentou a Universidade Estadual de Michigan, onde trabalhou com Max T. Rogers. Foi bolsista de ensino da Du Pont, de 1955 a 1956. Ele recebeu seu Ph.D. em 1956. Sua tese, I. Solution Structures of Lithium Alkyl Compounds. II. Infrared Intensities of the OH Stretching Bond in Alcohols, identificou duas áreas de pesquisa nas quais ele se concentraria no início de sua carreira.
Ele ingressou no corpo docente da Universidade de Illinois em Urbana-Champaign, onde se tornou professor assistente de química em 1958, professor associado em 1961 e professor em 1965. Seu livro Química: A ciência central, inicialmente em coautoria com H. E. LeMay, foi publicado em quatorze edições. Entre 1958 e 1993, quando se aposentou do ensino, Brown orientou 61 Ph.D. e 28 pós-doutorandos. A partir de 1994 tornou-se professor emérito de química na Universidade de Illinois.
Ted Brown publicou extensivamente sobre reagentes de alquil-lítio em solução na década de 1960. Seu trabalho na década de 1970 inclui contribuições sobre complexos metálicos carbonílicos, radicais metálicos carbonílicos, teoria orbital molecular e ressonância quadrupolo nuclear. Ele pesquisou e publicou extensivamente nas áreas de química inorgânica, química organometálica, cinética química e mecanismos de reações.
Ele atuou como vice-reitor de pesquisa e reitor da faculdade de pós-graduação de 1980 a 1986. Ele é o diretor emérito fundador do Beckman Institute for Advanced Science and Technology, Universidade de Illinois em Urbana-Champaign, o qual chefiou de 1987 a 1993. O livro de Brown Bridging divides descreve o desenvolvimento do instituto. Brown também atuou como membro do conselho da Mesa Redonda de Pesquisa Governo-Universidade-Indústria de 1989 a 1994. Ele também co-presidiu um comitê das Academias Nacionais para Facilitar a Pesquisa Interdisciplinar para o Comitê de Ciência, Engenharia e Políticas Públicas (2003-2005). Ele atuou no conselho de administração da Fundação Arnold e Mabel Beckman de 1994 a 2008.
O trabalho posterior de Brown enfoca os aspectos cognitivos, filosóficos e sociais da ciência. Em 2003, ele publicou o amplamente citado Making Truth: Metaphor in Science, explorando o raciocínio metafórico na ciência. Imperfect Oracle: The Epistemic and Moral Authority of Science in Society, apareceu em 2009. Em 2018 publicou uma obra de ficção histórica, “The Beauty of their Dreams”.

## Premios e honras
Brown foi Bolsista de Pós-Doutorado Sênior da Alfred P. Sloan Research Fellow e da Fundação Nacional da Ciência (1965-1965) e em 1979 foi premiado com uma bolsa Guggenheim. Ele foi homenageado com o American Chemical Society Award for Research in Inorganic Chemistry em 1972, e com o American Chemical Society Award for Distinguished Service in the Advancement of Inorganic Chemistry em 1993. Ele foi eleito membro da Associação Americana para o Avanço da Ciência em 1987 e da Academia Americana de Artes e Ciências em 1994. Ele foi eleito membro da American Chemical Society em 2010.